# Bernd Caspar Dietrich

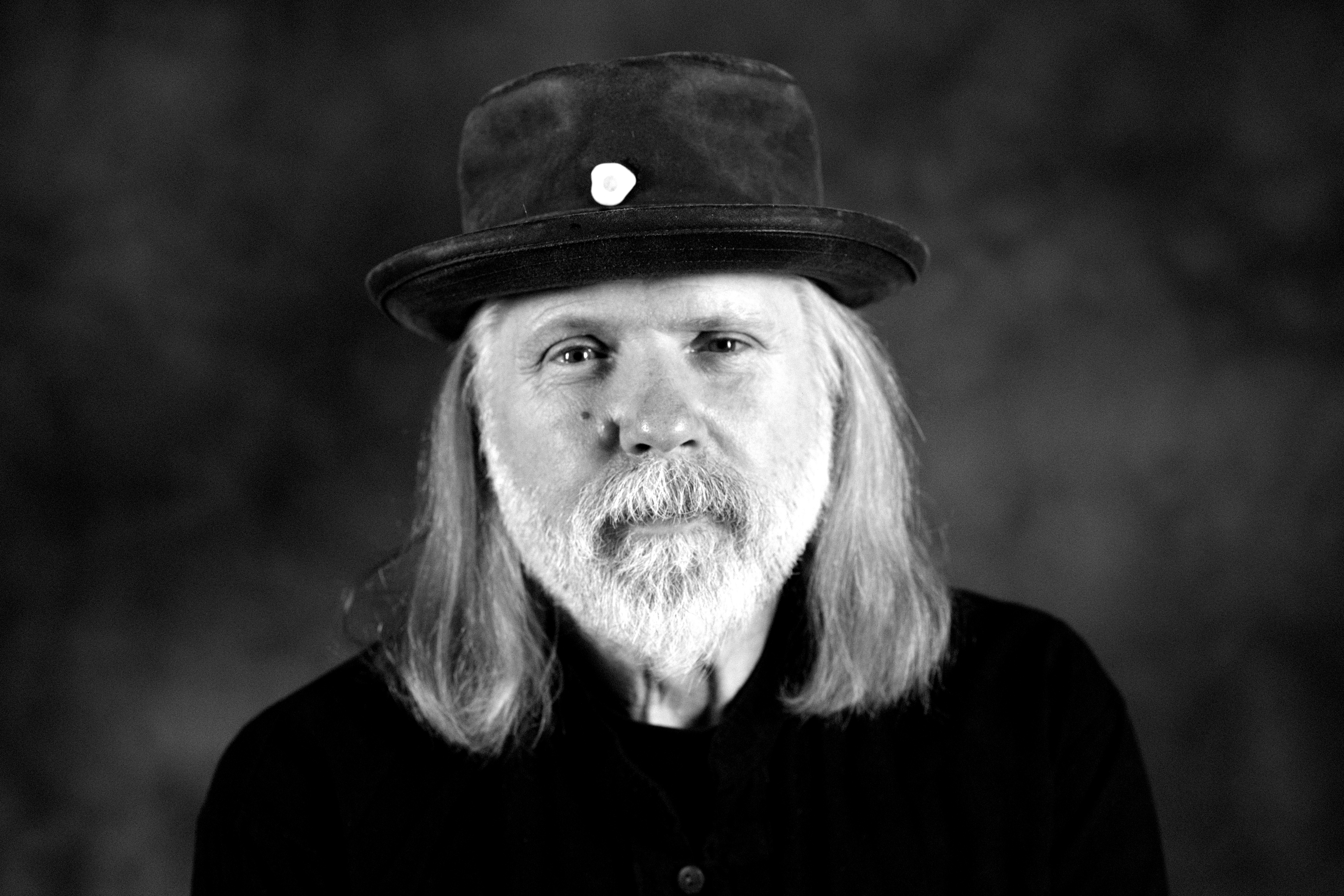
Bernd Caspar Dietrich (2021)

Bernd Caspar Dietrich (* 24. Juni 1957 in Eilenburg) ist ein deutscher Maler, Konzeptkünstler und Ausstellungsmacher. Er lebt in Schermbeck und beschäftigt sich vornehmlich mit der Ressource Sand und dem physikalischen Phänomen der Reflexion.

## Leben
Dietrich wurde Im Alter von zehn Jahren vom Künstler Georg Hoppenstedt in Bad Pyrmont als Schüler angenommen. 1978 hatte er seine erste Ausstellung im Kurhotel von Bad Pyrmont, 1979 folgte eine Ausstellung in der Galerie Jeanette Hannover mit politischen Bildern aus der Serie Alles unter den Teppich kehren. Dietrich machte eine Ausbildung zum Schriftzeichner, arbeitete in einer Gobelin-Manufaktur und bei einem Restaurator am Schloss Hämelschenburg. Ab 1985 war er bei einem Unternehmen für Licht- und Werbetechnik, der Firma Nordlicht in Offenbach, tätig.
Nach der Hochzeit mit Anne Heßbrügge nahm er den Namen Dietrich-Heßbrügge an und begann als freiberuflicher Künstler zu arbeiten. 1989 mietete er sein erstes Atelier in einer alten Druckerei in der Düsseldorfer Kirchstraße an, das auch Platz für Kollegen bot. Er studierte an der Düsseldorfer Kunstakademie und machte die Bekanntschaft von Antoni Tàpies, der ihn zum Arbeiten mit Sand inspirierte.
1991 veröffentlichte Dietrich seinen ersten Bildband Auf Pfauenschwingen. 1993 fand in Eilenburg eine erste Museumsausstellung statt. Er übersiedelte nach Dorsten, wo er ein Galerie- und Atelierhaus baute. 1998 erhielt er einen Lehrauftrag an der Alberta University of the Arts in Calgary und später auch an der University of Calgary und pendelte zwischen Dorsten und Calgary. Er unternahm zudem Expeditionsreisen durch Australien und den Asien-Pazifikraum und macht für ein Projekt Station bei der Getty Foundation in Los Angeles. In Deutschland organisierte er Festivals und Ausstellungstourneen für befreundete kanadische Künstler.
1999 gründete Dietrich mit der Journalistin und Kulturwissenschaftlerin Hella Sinnhuber die Künstlergruppe „Virtuell-Visuell“ und initiierte eine Serie von frei finanzierten internationalen Kunst-Kompakt-Festivals unter anderem am Strand von Zingst mit über hunderttausend Besuchern. Dort entwickelt er die Idee der „Flüssigen Skulptur“ und konzipierte 2001 ein Wein-Mixgetränk, das in einem gegründeten Unternehmen produziert und vertrieben wird.
2016 heiratete Dietrich in zweiter Ehe Hella Sinnhuber und legte den Namen Heßbrügge ab. In Folge eines kurz nach der Hochzeit erlittenen Schlaganfalls ist seine linke Körperhälfte stark eingeschränkt. Danach begleitete die Dokumentarfilmerin Fitore Muzaqi das Ehepaar in ihrem Leben und produziert den Film Hella & Bernd, der 2021 fertiggestellt wurde.

## Werk
Dietrich beschäftigt sich seit 30 Jahren mit Sand als Werk- und Arbeitsmaterial. Er konzipiert raumgreifende Glas- und Spiegelkuben wie das Projekt EnergieSammler, das 2015 auf im artpark Nachbarschulte umgesetzt wurde. Der Energiesammler ist eine Skulptur aus Glas, die bei untergehender Sonne aus sich heraus zu leuchten beginnt und bei Dunkelheit über Solarzellen weiterleuchtet. Die Beobachtung des physikalischen Phänomens Licht, die Spiegelung, die Wahrnehmungsverzerrung und Charakteristik unterschiedlicher Glasstrukturen, bringen Dietrichs Werk in die Nähe der frühen ZERO-Künstler.
Das Projekt Big Air Package und die Begegnung mit Christo in Oberhausen inspirierten Dietrich 2013 zu der Serie Wheels, in denen er einerseits alte Freskotechniken anwendete, sich andererseits mit der geometrischen Form Kreis auseinandersetzte.
In der Werkreihe der Metamorphosen zerschlägt Dietrich Bilder, die bereits in Ausstellungen gezeigt wurden. Die Bilder zeigen den Prozess der Verwandlung und Häutung, vom Stadium der Larve hin zur eigentlichen Bestimmung. 2020 konzipierte Dietrich eine Benefizaktion für Frauenhäuser und spendete dafür das Original Metamorphose Orange 25 und 99 handbemalte Drucke der Benefizaktion „Zonta says NO“. Die 2020 zum ersten Mal ins Leben gerufene Aktion, wurde in Zusammenarbeit mit der Galerie Kellermann und weiteren Künstlern fortgeführt, so dass 2021 und 2022 weiterhin unter der Schirmherrschaft von Herrn Innenminister von Nordrhein-Westfalen Herbert Reul ein Zeichen gegen Gewalt an Frauen und Mädchen gesetzt und Spenden für Frauenhäuser gesammelt werden konnten. Den weltweiten Erfolg des Künstlers markieren die Versteigerungen der Werke Metamorphose Magelone III (2023) und Opal (2024) durch das renommierte Auktionshaus Christie’s, bei der die Schätzpreise mehr als verdoppelt wurden. Die Präsentation durch das weltweitführende Auktionshaus gleicht einem „Ritterschlag“, so Bernd Caspar Dietrich in einem Interview mit der Bild-Zeitung: „Es ist vergleichbar mit Literaten, die für den Nobelpreis vorgeschlagen werden. Die meisten gehandelten Künstler sind normalerweise auch jenseits der 80 oder schon tot (…).“
2021 veröffentlichte Bernd C. Dietrich mit der Serie BetonGold, einen neuen Werkzylkus, in dem der Künstler dem rauen Beton und das edle Material Gold gegenüberstellt. Dietrich eröffnet mit diesen Werken den Diskurs über gesellschaftliche Verantwortung bezüglich Wohnungsbau, Verstädterung und Rohstoffknappheit.

### artpark Hoher Berg
Der artpark Hoher Berg ist ein 7000 Quadratmeter großes Areal, das unmittelbar an das Atelier anschließt und als Experimentierraum dient. Im Frühjahr 2020 hat Dietrich gemeinsam mit seiner zweiten Frau Hella Sinnhuber und anderen Helfern Obstbäume eingepflanzt und Sockel für Skulpturen gegossen. Der artpark wurde im selben Jahr in Kooperation mit der Galerie Kellermann, Düsseldorf, mit Skulpturen von Künstlern wie Stephan Marienfeld, Goncalo Mabunda, Reiner Seliger und Ruta Jusionyte für das Publikum geöffnet. Der artpark ist als RCE-Ruhr zertifiziert und damit eine Art künstlerische Außenstation der Universität der Vereinten Nationen. Im Sommer 2023 fand die Deutschlandpremiere der Ausstellung „Blue“ von dem in der Schweiz lebenden Fotografen Jens Herre statt.

## Buch-Veröffentlichungen
- Hans-Günther Hecker, Dietrich-Heßbrügge: Auf Pfauenschwingen. Zebulon-Verlag, Düsseldorf 1991, ISBN 978-3-928679-01-5
- Bernd Caspar Dietrich, WHEELS. 2018.

## Ausstellungen (Auswahl)
- 1993: Stadtmuseum Eilenburg
- Galerie Club Parterre des Landratsamts Gotha
- Mc. Kinsey & Company Inc. in Köln
- 1996: Sira-Haus, Christiansand/NOR
- 1996: Ausstellung im Olympic Village, Calgary/Kanada
- 1999: Atelier Ausstellung Alberta College of Art & Design, Calgary/Kanada
- 2001: Indian Summer, Zollverein, Essen
- 2001: Ausstellung Panzerhalle, Bad Zingst
- 2007/08: Licht im Zentrum, Aura-Trilogie, Luxemburg
- 2013: Z.EINS, Zollverein; Essen
- 2014: artpark, Einzelausstellung, Neukirchen-Vluyn
- 2016: Candle Light, Installation, Recklinghausen
- 2019: Die Tote Stadt, artpark Schermbeck
- 2020–22: OrangeTheWorld, Gegen Gewalt an Frauen und Mädchen zum OrangeDay am 25.11., Galerie Kellermann, Düsseldorf

Darüber hinaus hatte er Einzel- und Gruppenausstellungen in Galerien und Ateliers im In- und Ausland.